# Placidochromis elongatus
Placidochromis elongatus är en fiskart som beskrevs av Mark Hanssens 2004. Placidochromis elongatus ingår i släktet Placidochromis och familjen Cichlidae. Inga underarter finns listade i Catalogue of Life.